# Доміціан
Тит Фла́вій Доміціа́н, відомий як Доміціа́н (лат. Titus Flavius Domitianus, 24 жовтня 51 — 18 вересня 96) — останній римський імператор із династії Флавіїв (Imperator Caesar Domitianus Augustus або Imperator Domitianus Caesar Augustus, з 14 вересня 81), молодший син Веспасіана і Флавії Доміцилли, брат Тита. Почесні титули Germanicus (з 84) і Princeps iuventutis («Вождь молоді»). Великий понтифік; 16-разовий ординарний консул і консул-суффект у 71, 73, 75, 76, 79, 80, 82–88, 90, 92 і 95 роках; цензор (з 5 вересня 85 року, а з кінця року — незмінно); 16-разовий трибун (з 13 вересня 81 року щорічно); авгур та член колегії Арвальських братів.

## Ранні роки

### Сім'я
Майбутній імператор Тит Флавій Доміціан народився в Римі на Гранатовій вулиці, яка є на Квірінальському пагорбі, 24 жовтня 51 року. Він був молодшим сином Тита Флавія Веспасіана, більш відомого як Веспасіан, і Флавії Доміцилли Старшої. Крім того, у Доміціана були старша сестра Флавія Доміцилла Молодша та старший брат Тит.
Громадянські війни  I ст. до н. е. сприяли руйнуванню старої римської аристократії, яка на початку I століття була поступово витіснена з передових позицій родинами нової римської знаті. Однією з таких нових сімей був рід Флавіїв, який піднявся до вершин римського суспільства і зайняв таке чільне місце лише за чотири покоління, набувши багатство і статус під час правління імператорів із династії Юліїв-Клавдіїв. Прадід Доміціана, Тит Флавій Петрон, походив з італійського міста Реате, служив сотником (або простим солдатом) у легіонах Гнея Помпея Великого під час громадянської війни проти Гая Юлія Цезаря. Його військова кар'єра закінчилася ганьбою — він втік із поля бою під час битви при Фарсалі в 48 році до н. е. Проте Петрон зміг примножити свої статки в результаті одруження з Тертуллою, чиє багатство дозволило піднятися його сину і діду Доміціана Титу Флавію Сабіну. Сабін зібрав статок і, можливо, отримав суспільний стан вершників завдяки своїй службі як збирача податків у Азії і лихварській діяльності на землях галльського племені гельветів. Одружившись з Веспасією Поллі, він об'єднався з більш знатним патриціанським родом Веспасіїв, що забезпечило включення його синів Флавія Сабіна і Веспасіана в сенаторський стан.
Вершиною політичної кар'єри Веспасіана, яка включала в себе посади квестора, едила і претора, стало консульство, яке він отримав у 51 році — в рік народження Доміціана. Як воєначальник, Веспасіан здобув популярність завдяки участі в римському вторгненні й подальшому завоюванні Британії в 43 році. Однак античні джерела згадують про бідність сім'ї Флавіїв під час дитинства Доміціана, навіть стверджуючи, що Веспасіан впав у немилість до правління імператорів Калігули (37–41 роки) і Нерона (54–68 роки). Сучасні історики спростували ці твердження, припускаючи, що всі ці розповіді були поширені пізніше, вже в правління Флавіїв, як частина пропагандистської кампанії — для ретушування кар'єри Веспасіана в правління менш авторитетних імператорів династії Юліїв-Клавдіїв і звеличення його успіхів при імператорі Клавдії (41–54 роки) і його сині Британіку.
По всій видимості, Флавії перебували в милості у імператорів протягом 40-х і 60-х років. У той час як Тит здобував освіту при дворі в компанії з імператорським сином Британіком, Веспасіан робив успішну політичну і військову кар'єру. Після вступу на престол Нерона і збільшення впливу його матері Агріппіни Молодшої, Веспасіан був поступово віддалений від двору і провів 50-ті роки аж до вбивства Агриппіни у відставці. Після цієї події він був повернутий на державну службу Нероном і призначений в 63 році на посаду проконсула римської провінції Африка й, крім того, супроводжував імператора під час його поїздки по Греції в 66 році. У тому ж році жителі провінції Юдея повстали проти влади Римської імперії, почавши так звану Першу Юдейської війну. Веспасіан був призначений командувачем римської армії, відправленої проти заколотників. Один із трьох легіонів, які входили в цю армію, очолив як легат його син Тит.
До того моменту, коли Доміціану виповнилося п'ятнадцять років, він уже втратив і матір, і сестру, в той час як його батько і брат постійно перебували в походах, командуючи арміями в Германії та Юдеї. Це означало, що Доміціан значну частину своєї юності провів за відсутності найближчих родичів. Під час римсько-юдейського конфлікту він, швидше за все, знаходився під опікою свого дядька Тита Флавія Сабіна, який на той момент був префектом Риму, або, можливо, навіть Марка Кокцея Нерви, відданого друга Флавіїв і майбутнього наступника Доміціана. На відміну від Тита, Доміціан не отримав освіти при імператорському дворі, хоча він й вивчав риторику і літературу в столиці, що було звичайним для сина з сенаторської сім'ї. Відомо про здатність Доміціана процитувати багатьох відомих поетів і письменників, таких як Гомер або Вергілій, про його вченість і освіченість. Серед його перших робіт були опубліковані вірші, а також праці із законодавства і управління.
Невідомо, чи мав Доміціан елементарну військову освіту, але він виявляв настільки незвичайне мистецтво при стрільбі з лука, «що стріла його пролітала між пальцями витягнутої руки людини, яка стояла на далекій відстані». 
Доміціан дуже чутливо ставився до свого облисіння, наслідки якого він маскував за допомогою перуки. Що стосується особистості Доміціана, то джерела описуюють імператора одночасно як тирана, людину як фізично, так і інтелектуально ліниву, але тим не менш розумну і вишукану. 
Можна лише намітити загальні риси, виходячи з інформації, представленої в античній літературі. Доміціану, по всій видимості, бракувало природної харизми його брата і батька. Він був схильний до підозрілості, володів дивним, іноді самозневажливим почуттям гумору, був похмурим. Ця двоїстість характеру погіршувалася його віддаленістю від людей, і з роками, він все частіше віддавав перевагу усамітненню, яке, можливо, мало своє коріння в ізольованому вихованні. Дійсно, до вісімнадцяти років Доміціан втратив багатьох своїх родичів, а його батько і брат перебували постійно в провінціях. Доміціан провів більшу частину своєї молодості за правління Нерона, і на нього справили значний вплив політичні потрясіння 60-х років, які призвели до громадянської війни 69 року, яка закінчилася приходом його сім'ї до влади.

## Шлях до престолу
До того, як Доміціан став імператором, його присутність в уряді мала в основному церемоніальний характер. У червні 71 року Тит повернувся переможцем з Юдейської війни. В остаточному підсумку, повстання забрало життя більше одного мільйона чоловік, більшість з яких були юдеями. Саме місто і Єрусалимський храм були повністю зруйновані, його найцінніші скарби викрадені римською армією, а майже 100 тисяч осіб були взяті в полон і звернені в рабство. За цю перемогу сенат призначив Титу тріумф. У день тріумфу вся сім'я Флавіїв вступила в столицю, їй передувала тріумфальна процесія, під час якої були пронесені захоплені під час війни трофеї. Вступ роду Флавіїв був очолений Веспасіаном і Титом, які їхали на колісниці, потім проїхав Доміціан на білому коні. Лідери єврейського опору були страчені на Римському форумі, після чого процесія завершилася релігійною жертвою в храмі Юпітера Капітолійського. На честь успішного закінчення війни на південно-східному вході на форум була зведена тріумфальна арка, названа аркою Тита.
Проте, повернення Тита надалі підкреслило порівняльну незначність Доміціана і у військовому, і в політичному плані. Як старший і найдосвідченіший з синів Веспасіана, Тит розділив трибунську владу разом з батьком, отримав сім консульств, цензорство, і йому було надано командування преторіанською гвардією: повноваження, які не залишали сумніву, що він став повноправним спадкоємцем престолу. Як другий син Доміціан володів кількома почесними званнями, такими як цезар або ватажок молоді, і декількома релігійними посадами, в тому числі авгура, понтифіка, арвальського брата, магістра арвальських братів і «sacerdos collegiorum omnium». Також його досить часто згадували на монетних написах, однак імперій він так і не отримав. Доміціан відбув шість консульств під час правління Веспасіана, але тільки одне з них, в 73 році, було ординарним. Решта п'ять були менш престижними посадами консула-суффекта, які він займав в 71, 75, 76, 77 і 79 роках відповідно, як правило, замінюючи свого батька або брата в середині січня. Незважаючи на те, що посади мали виключно церемоніальний характер, Доміціан отримав цінний досвід у римському сенаті, що, можливо, сприяло його пізнішим висловлюванням про його актуальності. 
У зв'язку з тим, що Тит ефективно діяв як співправитель свого батька, ніяких різких змін ні в політиці Флавіїв, ні в кар'єрі Доміціана після смерті Веспасіана 23 червня 79 року не відбулося. Доміціан не отримав ні трибунської влади, ні імперії за все нетривале правління Тита. Було ясно, що новий імператор не збирається міняти існуючий стан справ, хоча він дарував Доміціану деякі знаки пошани і запевнив його права майбутнього наступника. Крім того, Доміціан довіряв чутками, що його батько припускав заповісти йому рівні з братом права на престол, проте Тит, використовуючи своє вміння підробляти почерк батька, виключив з заповіту всяку про це згадку. У нього виникала підозра, що Тит хоче зробити своїм спадкоємцем Флавія Сабіна, онука брата Веспасіана, так як незадовго до своєї смерті той призначив його консулом на 82 рік. Коротке правління Тита було ознаменовано виверженням Везувію 24 серпня 79 року, яке погребло навколишні міста Помпеї і Геркуланум під попелом і лавою, в наступному році спалахнула пожежа в Римі, яка тривала три дні і знищила ряд важливих громадських будівель. Більшу частину правління Тит витратив на ліквідацію наслідків цих лих. 13 вересня 81 року, після майже двох років керівництва імперією, він несподівано помер від гарячки під час поїздки в землі сабінів.
Є припущення про причетність Доміціана до смерті свого брата або прямо звинувачують його у вбивстві, також розповідають про те, що ще до смерті Тита Доміціан наказав усім покинути його як мертвого. Діон Кассій стверджує навіть, що за життя брата Доміціан відкрито готував проти нього змову. Важко оцінити фактичну достовірність цих заяв, адже відомо про негативне ставлення до Доміціана античних авторів. У нього не було братської любові до Тита, але це не дивно, з огляду на, що Доміціан зрідка бачив Тита після семирічного віку.
Незалежно від характеру їх відносин, Доміціан, здається, проявив мало співчуття, коли його брат вмирав, і поспішив у преторіанський табір, де, обіцяючи охоронцям щедрий дар, був проголошений імператором.
При звістці про смерть імператора сенат вирішив насамперед вшанувати його пам'ять, а потім визнати його брата наступником: це були перші ознаки майбутніх неприязних відносин Доміціана з аристократією. Лише наступного дня, 14 вересня, сенат підтвердив повноваження Доміціана, надав йому трибунську владу, посаду понтифіка, проголосив Августом і Батьком Вітчизни.

## Внутрішня політика
Доміціан був продовжувачем політики посилення на противагу сенату імператорської адміністрації, незалежної від системи його магістратур, і урядовців якої призначав сам Доміціан. При цьому кількість вершницьких прокураторів зросла з 55 до 62 року. На початку правління був висланий досвідчений адміністратор Клавдій Етруск, після цього почалася екзальтація власної влади, що фактично стала прецедентом домінату — подальші звернення до Доміціана почали включати формулу «господар та бог». У той же час у внутрішніх справах позначилося оздоровлення — він послідовно застосовував закон Сканція про розбещення малолітніх, заборонив кастрацію, знизив ціни на євнухів.
У 85 році у зв'язку із завершенням германської кампанії, почалося карбування монет з написом «переможена Германія». У Римі було споруджено тріумфальну арку та крім усього іншого — велетенську кінну статую. У 87 році місяць вересень було перейменовано на «германік». Апостола Івана Богослова, у зв'язку з процесами над ранніми християнами, було заслано на острів Патмос у 40 милях на південний захід від Ефеса.
Відомо, що того часу Доміціан мав за друга Гнея Помпея Катулліна, консула-суффекта 90 року.

## Зовнішня політика
До 79 року Доміціан розробив велику програму, особливо у сфері прикордонної зовнішньої політики. Приблизно наприкінці літа 82 року Доміціан відправився до Галлії для проведення ценза. Для створення плацдармів проти нападів германських племен на території хаттів почалося будівництво воєнних шляхів та фортифікацій. Штаб Доміціана розташувався у сучасному Майнці, де стояли легіони XIV Gemina та XXI Rapax. Для боротьби з хаттами, які перешли до наступу, було задіяно сім легіонів та допоміжний контингент. Деталі кампанії невідомі, але коли хатти перейшли до своєї улюбленої тактики атак з гірських лісів, Доміціан наказав збудувати фортифікаційний рубіж довжиною 177,5 км та домігся блокування хаттів на місцях. Правобережні рейнські області навколо сучасних Нойвідера, Беккера, Тавна та Віттерау знову потрапили під римський контроль і були злиті з південними районами десятинних полів та з групами фортець у сучасному Неккарі (Коннштатт, Кьонген, Роттенбург) і фортецями у Швабії (Уршпринг, Доннштеттен, Гмандінген та Лаутлінген)
Зимою 88 року почалося повстання Сатурніна, який підкупив легіони в Могонціаці для проголошення себе імператором. Доміціан особисто поспішив туди, стягнувши до місця подій різні легіони, у тому числі іспанський легіон під керівництвом Траяна. Проте залучені Сатурніном германці не змогли встигнути до нього і повстання було придушене.

## Вбивство
Доміціан був вбитий 18 вересня 96 року в палаці внаслідок змови, організованої його придворними. Докладну розповідь про змову і вбивство в своїй біографії Доміціана залишив Светоній, який стверджує, що спальник імператора Парфеній був організатором змови, а основним мотивом називає страту радника Доміціана Епафродіта, якого Доміціан підозрював у тому, що він допоміг усіма покинутому Нерону накласти на себе руки. Саме вбивство здійснили вільновідпущеники Парфенія на ім'я Максим і Стефан. Стефан, управитель його дружини Доміції, вдавши, нібито в нього болить ліва рука, кілька днів ходив, обмотуючи її шерстяною хусткою, а в призначений час сховав у неї кинджал. Обіцяючи розкрити змову, він був допущений до імператора; поки той з подивом читав його записку, він завдав Доміціану удару в пах. Інші учасники заколоту, увірвавшись до спальні, добили Доміціана сімома ударами. Народ залишився байдужим до його смерті, сенат зустрів її з радістю, а солдати — з обуренням. Його тіло було винесено на дешевих ношах. Годувальниця Доміціана Філліда спалила його прах у своїй садибі на Латинській дорозі, а останки таємно перенесла в храм роду Флавіїв і змішала з прахом його племінниці Юлії.
По всій видимості, не останню роль в цій змові грали два тодішніх префекта Преторія. У той час преторіанська гвардія перебувала під командуванням Тита Флавія Норбана і Тита Петронія Секунда, яким майже напевно було відомо про підготовку змови. Норбан і Секунд вступили в змову, побоюючись, очевидно, за своє життя: адже вони були поставлені замість недавно звільнених особисто імператором префектів, і, крім того, імператору на них були подані скарги. Вбивство імператора відбулося без участі преторіанської гвардії, оскільки один з учасників змови префект преторія Тит Петроній Секунд утримував солдатів. Були спроби долучити до змовників і дружину імператора Доміцію Лонгіну, але, з огляду на її відданість пам'яті Доміціана навіть через роки після загибелі чоловіка, це твердження здається малоймовірним. Деякі джерела припускають, що вбивство не було сплановано ретельно, в той час як інші вважають, що це була добре організована змова.
Ряд ознак передбачали смерть Доміціана. За кілька днів до вбивства його покровителька Мінерва з'явилася йому уві сні, оголосивши, що вона роззброєна Юпітером і вже буде не в змозі захистити його.

## Родовід
- Веспасіан, римський імператор
  -  Тит Флавій Веспасіан, римський імператор
  -  Доміціан, римський імператор

## Пам'ять
Класичне ставлення до Доміціана, як правило, негативне, оскільки більшість з античних джерел, які писали про нього, були пов'язані з сенаторським або аристократичним класами, з якими Доміціан знаходився в ускладнених відносинах. Крім того, сучасні йому історики, такі як Пліній Молодший, Тацит і Светоній, писали про нього після його смерті, коли імператор був відданий прокляттю пам'яті. Роботи придворних поетів Доміціана Марціала і Стація є практично єдиними літературними джерелами, написаними за його життя. Вірші Марціала, який після смерті Доміціана перестав писати про нього похвальби, і Стація — вельми улесливі, прославляють досягнення Доміціана і являють його рівним богам.

### «Життя дванадцяти цезарів»
Найбільша розповідь про життя Доміціана належить перу Светонія, який народився за часів правління Веспасіана і опублікував свої роботи при імператорі Адріані (117—138 роки). Його «Життя дванадцяти цезарів» є джерелом більшої частини того, що відомо про Доміціана. Хоча його текст є переважно негативно налаштованим по відношенню до імператора, він не засуджує і не вихваляє Доміціана, а також стверджує, що його правління починалося добре, але поступово перетворилося в терор. Біографія є проблематичною, оскільки вона суперечить сама собі щодо правління Доміціана і його особистості, в один і той же час представляючи його як сумлінну, помірну людину і запеклого розпусника.
За словами Светонія, Доміціан удавано виявляв інтерес до мистецтва та літератури, але так і не знайшов часу ознайомитися з класичними авторами. Інші уривки, що натякають на пристрасть Доміціана до різних афоризмів, припускають, що він насправді був знайомий з класичними письменниками, протегував поетам і архітекторам, заснував артистичні Олімпійські ігри і, витративши чималі особисті кошти, відновив бібліотеки Риму після того, як вони згоріли під час пожежі.
«Життя дванадцяти цезарів» також є джерелом багатьох обурливих історій щодо шлюбу Доміціана. За словами Світонія, Доміція Лонгіна була заслана в 83 році через роман із відомим актором на ім'я Паріс. Коли Доміціан дізнався про цей зв'язок, він нібито вбив Паріса на вулиці й тут же розлучився з дружиною, а після заслання Лонгіни Доміціан зробив своєю коханкою племінницю Юлію Флавію, яка пізніше померла в результаті невдалого аборту.
Сучасні історики вважають це малоймовірним, однак слід зазначити, що чутки про передбачувані зради Доміції Лонгіни повторювалися істориками, які писали свої праці вже після смерті Доміціана, і використовувалися для виділення лицемірства імператора, який публічно проповідував про повернення до моральності часів правління Октавіана Августа. Проте, розповідь Светонія домінувала в імператорській історіографії протягом століть.

### Роботи Тацита
Хоча Тацит, як правило, вважається найнадійнішим автором цієї епохи, його ставлення до Доміціана ускладнюється тим, що його тесть, Гней Юлій Агрікола, можливо, був особистим ворогом імператора. У своїй роботі «Життєпис Юлія Агріколи» Тацит стверджував, що Агрікола був змушений піти у відставку, тому що його перемога в Каледонії підкреслила неспроможність Доміціана як воєначальника. Деякі сучасні автори, такі як Т. Дорей і Б. Джонс, стверджують протилежне: Агрікола в дійсності був близьким другом Доміціана, і Тацит насправді хотів приховати в творі зв'язок своєї сім'ї з представником колишньої династії, щойно Нерва і його спадкоємці зійшли на престол.
Основні історичні роботи Тацита, в тому числі «Історія» і «Життєпис Юлія Агріколи», були написані і опубліковані в правління наступників Доміціана Нерви (96–98 роки) і Траяна (98–117 роки). На жаль, частина «Історії» Тацита, що розповідає про правління династії Флавіїв, практично повністю втрачена. Його враження про Доміціана складаються з коротких згадок в перших п'яти книгах і короткої, але вкрай негативної характеристики в «Життєписі Юлія Агріколи», в якій він суворо критикує військову діяльність Доміціана. Проте, Тацит визнає те, що основна частина його кар'єри пройшла за сприяння Флавіїв.

### Свідчення інших
Іншими впливовими авторами II століття є Ювенал і Пліній Молодший, останній з яких був другом Тацита і в 100 році виголосив перед римським сенатом свій знаменитий «Панегірик Траяну», де ясно протиставляє «найкращого принцепса» Траяна «найгіршому» Доміціану, не називаючи останнього навіть по імені. У деяких листах Плінія є відгуки сучасників Доміціана про нього.
Метт Модест (намісник Лівії), відправлений на заслання за Доміціана, в одному з листів характеризує його так: «царьок, негідний з усіх двоногих».
Квінт корелят Руф (намісник Верхньої Германії) іменує Доміціана «грабіжником», маючи на увазі, що Доміціан практикував конфіскацію майна громадян, які зазнали його репресій. «Як ти думаєш, чому я так довго терплю таку муку? Так щоб хоч на один день пережити цього грабіжника».
Ювенал жорстоко висміював двір Доміціана в своїх «Сатирах». Зображуючи імператора і його оточення хабарниками, описуючи насильства і несправедливості, він, зокрема, згадує: «… коли останній Флавій терзав вже напівмертвий світ, і Рим плазував перед лисим Нероном». У працях християнських істориків, таких як Євсевій Кесарійський і Ієронім, Доміціан постає як гонитель церкви.

### Сучасна наука
Вороже ставлення до Доміціана було широко поширене аж до початку XX століття, коли нові відкриття в галузі археології та нумізматики оживили інтерес до його правління і зажадали переглянути усталену літературну традицію, встановлену Тацитом і Плінієм Молодшим. У 1930 році Рональд Сайм вирішив повністю переглянути фінансову політику Доміціана, підсумки якої до того часу вважали катастрофічними, почавши свою роботу з наступного введення:«Лопата і здоровий глузд чимало зробили для пом'якшення впливу Тацита і Плінія і позбавлення пам'яті про Доміціана від ганьби і забуття. Але багато ще належить зробити».
Упродовж XX століття була переглянута військова, адміністративна і економічна політика імператора. Однак нові дослідження були опубліковані лише в 1990-х роках, через майже сто років після того, як Стефан Гселл випустив свій «Essai sur le règne de l'empereur Domitien» (1894 рік). Найважливіша з цих праць була «The Emperor Domitian» Браяна Джонса. У своїй монографії Джонс вважає, що Доміціан був безжальним, але ефективним самодержцем. У більшу частину часу його правління не існувало широко поширеної незадоволеності імператором або його правлінням. Його суворість відчувалася лише невеликою, хоча і вельми активною меншістю, яка пізніше перебільшила його деспотизм на користь добре сприйнятої династії Антонінів, що послідувала за Флавіями.

## У культурі

### Художня література
- «Римський актор» (1626), п'єса Філіппа Мессенджера, головним героєм якої є Доміціан.
- «Доміція» (1898), історичний роман Сабіни Берінг-Гоулд.
- «Йосиф Флавій та імператор» (1942; раніше «Der Tag wird kommen»), історичний роман Ліона Фейхтвангера, в якому жорстокий і лицемірний Доміціан розповідає про тиранію Адольфа Гітлера.
- «Убивця» (1985), науково-фантастичний роман Карла-Едварда Вагнера та Девіда Дрейка, дія якого розгортається в Римі Доміціана і він з'являється в сюжеті.
- В історичному романі Ернеста Ганна «Тріумф» (1986) зображено лиходія Доміціана.
- Серія кримінальних романів «Маркус Дідіус Фалько» (1989 —) Ліндсі Девіс, дія яких відбувається під час правління Веспасіана. Доміціан з'являється як другорядний персонаж.
- «Носій світла» (1994), історичний роман Донни Гіллеспі.
- «Доміція та Доміціан» (2000), історичний роман Девіда Корсона, заснований на творах Браяна Джонса та Пет Саузерн, що обертається навколо цих головних дійових осіб.
- Серія романів для молоді «Римські таємниці» Керолайн Лоуренс. Доміціан — другорядний персонаж, лінивий і жорстокий, відповідальний за кілька змов, спрямованих на підрив популярності свого брата Тита.
- «Володарка Риму» (2010), історичний роман Кейт Квін, де риси Доміціана як імператора заплямовані його особистою жорстокістю та підозріливістю.
- «Римське пекло» (2010), історичний роман Марка Меллона, описує піднесення і падіння Доміціана та припускає, що він міг бути причетним до смерті свого брата.
- «Римські ігри: таємниця Плінія Секунда» (2010), кримінальний роман Брюса Макбейна.
- «Вбивці імператора» (2011), роман іспанського письменника Сантьяго Постегійо.
- «З-за порогів Апостолів» — глава (одноактна трагедія) поетичного епосу «Діяння небожителів» (2011) українського письменника Віктора Гребенюка. Спираючись на житіє св. Климента, Папи Римського, виводиться образ Доміціана — його двоюрідного брата, їхнє ідейне протиборство в останній день життя імператора.
- «Майстер і Бог» (2012), історичний роман Девіса, присвячений правлінню Доміціана.
- «Кров Цезаря» (2017), кримінальний роман Альберта Белла-молодшого, у якому Пліній виступає в ролі детектива з істориком Тацитом як його напарником під час правління Доміціана.

### Кіно і телебачення
- «Повстання преторіанців» (1964) — італійський фільм режисера Альфонсо Брешіа про вигадану змову щодо повалення Доміціана (грає П'єро Луллі), який став жорстоким і вбивчим деспотом.
- «Даки» (1967), румунський фільм режисера Серджіу Ніколаєску про дакійську кампанію Доміціана (у цій ролі Дьєрдь Ковач).
- «Епоха зради» (1993), англійський телевізійний фільм із Маркусом Дідіусом Фалько з кримінальних романів Ліндсі Девіса. Історія розгортається під час правління Веспасіана, а Доміціан, якого грає Джеймі Гловер, є другорядним персонажем.
- «Святий Іоанн — апокаліпсис» (2003), англійський телефільм про переслідування християн за Доміціана, якого грає Брюс Пейн.
- «Римські таємниці», міні-серіал, заснований на романах Керолайн Лоуренс. Доміціан з'являється в епізоді «Вбивці Риму», роль виконує Дункан Дафф.